# Street view
Street View, que en castellano o español significa «[vista] a pie de calle», es la denominación de algunos servicios de internet desde los cuales se pueden ver recorridos virtuales de calles, carreteras, senderos e, incluso, interiores.

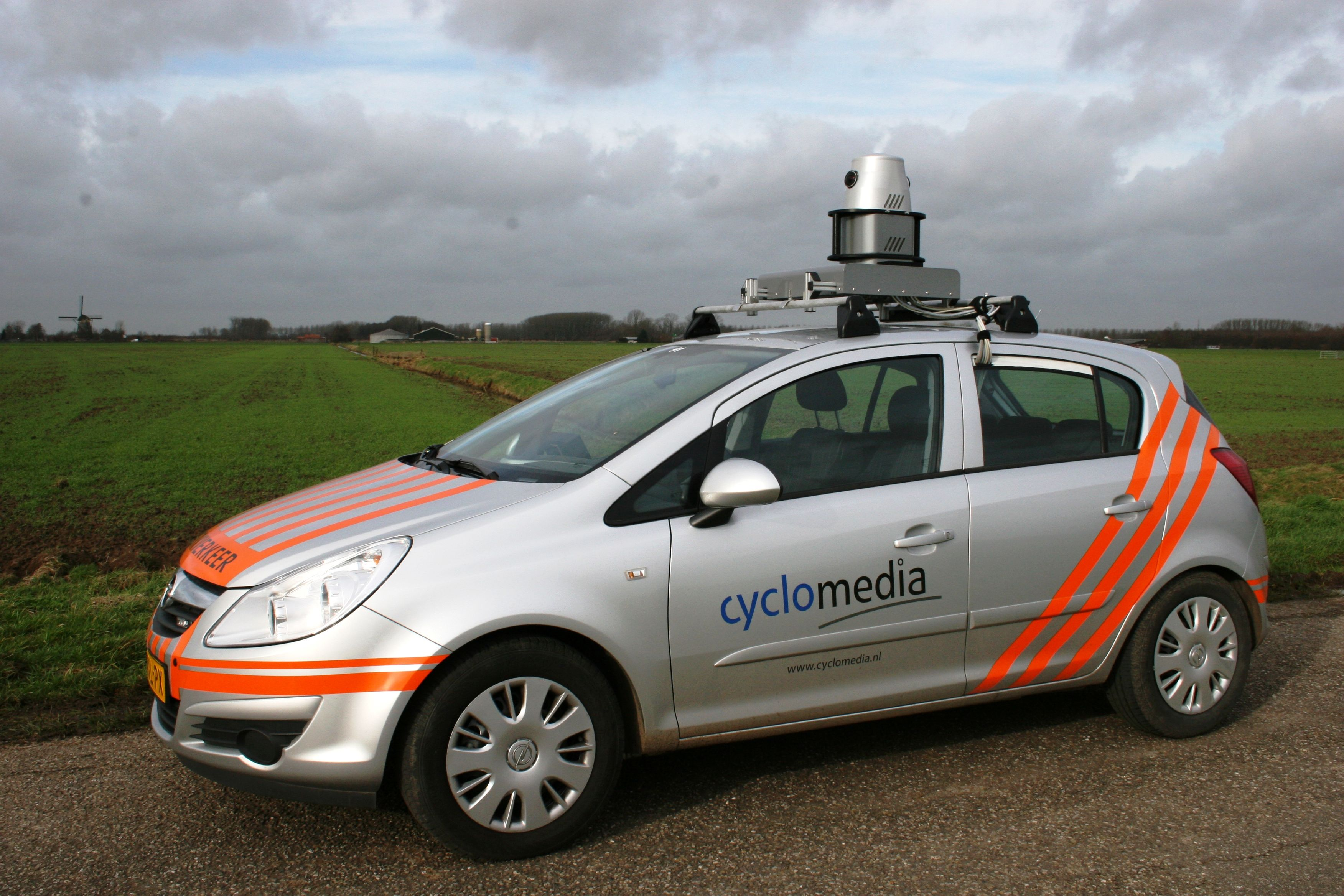
CycloMedia DCR 7

Todos estos productos comparten la característica de que son fotos panorámicas de 360° obtenidas desde vehículos en marcha. Para maximizar su calidad se suelen tener en cuenta factores como el tiempo atmosférico y la hora en que se toman las imágenes; de esa manera se obtienen fotografías parejas.

## Origen
La idea de utilización de fotografías en 360° comenzó con la empresa holandesa CycloMedia cuando en 1995 comenzó la grabación en blanco y negro de la ciudad de Róterdam (Países Bajos). Tras unos pocos años, aún en la década de los 90, la empresa empezó a tomar fotografías a color. Esta empresa tuvo el monopolio de este servicio, hasta que en el año 2006, apareció el programa City8.com, que se dedicaba al mismo servicio, pero en algunas ciudades de China.
Un año después (2007) apareció el Google Street View, arrasando con sus competidores, como  Earthmine, MapJack o Location View, haciendo que estos desarrollasen nuevos apartados o aumentasen los kilómetros de carretera recorridos. Tras el auge del Google Street View, se dieron a conocer numerosos servicios similares a él, como es el caso de NORC, Seety o EveryScape, que desarrollaron nuevas técnicas y con sus propios vehículos fotografiaron sus propios tramos de carreteras en países a los que el coche de Google no llegó, como es el caso de algunas ciudades de Rumanía o de China.
Otro servicio que apareció un par de años después de la aparición del servicio de la multinacional Google, fue el servicio de ofrecer lo mismo que todas estas empresas, pero con la posibilidad de verlo en vídeo, que es el caso de VideoStreetView, que en 2009, sacó su servicio de recorridos en vídeo en 360° por Suiza.
Por su parte, el servicio cartográfico de Microsoft (Bing Maps) incluye su propio servicio de imágenes a pie de calle con Street Slide, actualmente sólo disponible en varias ciudades de Norteamérica.

## Proyectos
El proyecto más famoso es el de Google Street View, que fue iniciado en el año 2005, aunque el más antiguo es CycloMedia que empezó con sus proyectos en 1995 en Róterdam. En la misma década, este mismo programa empezó a tomar fotografías a color.
Después de este programa aparecieron otros como MapJack, Location View, así como Mapillery u OpenStreetCam, donde son los usuarios quienes capturan, aportan y comparten sus propios datos.
| País            | Programa                                                                                    |
| --------------- | ------------------------------------------------------------------------------------------- |
| Alemania        | Sightwalk                                                                                   |
| Argentina       | Mapplo, Fotocalle, Google Street View                                                       |
| Bielorrusia     | Interfax                                                                                    |
| Chile           | Street Diving, Google Street View                                                           |
| China           | City8                                                                                       |
| Dinamarca       | gade.dgs.dk                                                                                 |
| Colombia        | Google Street View                                                                          |
| España          | Virtual Street                                                                              |
| Estados Unidos  | Google Street View, Street Slide, Earthmine, EveryScape, Eye2eye, Immersive Media, MapQuest |
| Grecia          | Kapou                                                                                       |
| Hong Kong       | MapJack                                                                                     |
| Japón           | Location View, iicosmo                                                                      |
| Letonia         | Karte 360                                                                                   |
| México          | Street View México                                                                          |
| Países Bajos    | CycloMedia, winkelspotter                                                                   |
| Polonia         | Zumi                                                                                        |
| Reino Unido     | Seety, Yell Maps                                                                            |
| República Checa | Mapy.cz                                                                                     |
| Rumanía         | NORC, mappi.ru                                                                              |
| Rusia           | Yandex, Kartmanía, ru09, cityscanner, GdeEtotDom                                            |
| Suecia          | Hitta.se                                                                                    |
| Suiza           | VideoStreetView                                                                             |
| Uruguay         | Google Street View                                                                          |

## Políticas y privacidad
No cabe duda de que los programas de fotografías a pie de calle han causado una revolución en el conocimiento geográfico y social a escala mundial y las respuestas a esos programas han sido variadas, como era de esperar, incluyendo restricciones en su desarrollo por ser considerados por algunas leyes como una herramienta que viola la privacidad de las personas físicas o jurídicas o de sus propiedades.
Las aplicaciones y, sobre todo, los beneficios de la fotografía esférica son enormes en el campo de la ciencia y del arte, por citar sólo dos ejemplos:
- En el campo de la ciencia, la fotografía esférica del programa Street View, por ejemplo, sirve para poner ejemplos de casos reales de fenómenos de la naturaleza, ubicados en distintos sitios de la superficie terrestre. No hace falta viajar a esos sitios, sino tan solo recopilar la información del lugar donde se encuentran y ver el mejor ángulo de la imagen esférica para que sirva de ejemplo a lo que se está estudiando. En el artículo sobre las columnas basálticas (o columnatas basálticas) puede verse que no existe una imagen de las columnatas basálticas de Svartifoss (la cascada negra, en español), en Islandia. Pero bastaría incluir el enlace externo correspondiente para obtener dicha imagen:
- En el campo del arte las aplicaciones son prácticamente ilimitadas. Un ejemplo en el que la cámara esférica se ha colocado en el interior de un edificio religioso, la Basílica del Sagrado Corazón, en South Bend (Indiana, Estados Unidos).
- En el campo de la criminología puede ser una herramienta útil a la hora de esclarecer hechos delictivos que hayan podido quedar plasmados en estas fotografías.

- Datos: Q5156333